# Mazghouna
Mazghouna est une ville d'Égypte située cinq kilomètres au sud de Dahchour. Une nécropole du Moyen Empire se situe à l'ouest de la ville, à la lisière du désert. Les deux principaux monuments sont la pyramide sud de Mazghouna et la pyramide nord de Mazghouna datant de la XIIIe dynastie ; elles sont situées dans une zone longtemps militarisée, ouverte au public depuis 1996.
La région a été explorée par Ernest Mackay en 1910.
L'histoire du livre The Mummy Case d'Elizabeth Peters se déroule sur le site.